# 红旗-9中远程防空导弹
红旗-9（HQ-9）是由中国航天科工研制的远程防空导弹系统，是一种兼顾海/陆军通用的防空导弹，海军版称为「海红旗-9」，外销版为「FD-2000」（“FD”为“防盾”二字的拼音首字母），反辐射导弹版本为「FT-2000」。

## 历史
红旗-9大约在1980年代初开始研制，到1995年少量生产交付部队实验，共花了约15年左右时间。研制红旗-9是国家重点工程，被称为“九号工程”，即使决定引进S-300PMU1也未间断红旗-9发展计划。虽然一直以来并无任何官方或半官方的证据证明红旗-9存在，1998年中国对外展示了“FT-2000”地空导弹系统，种种迹象表明红旗-9地空导弹的存在，中国海军052C型驱逐舰的出现，更加证明了红旗-9已投入了使用，直到红旗-9在2009年中华人民共和国国庆60周年阅兵首次公开亮相。这款导弹的改进型号红旗-9B参加了庆祝中国人民解放军建军90周年阅兵。

## 概要
紅旗-9彈體采用無翼式氣動佈局，即導彈主體上沒有安裝任何方向控制面和航行穩定面，只有4片梯形尾舵。導彈飛行時的阻力大大降低，最高速度可超过4倍音速（4马赫）。導彈的「不可逃逸攔截區」半徑比S-300初期型號更大。飛彈航向由矢量推力發動機控制，配合慣性導航穩定系統，能夠準確檢查彈體的飛行姿勢和方向。导弹采用终端主动雷达制导。同样采用了将导弹抛射出发射筒之后再点火的冷发射方式。
红旗-9的导弹系统以旅为作战单位，一个完整的旅级作战单元由六个营级单位组成，一般有1辆指挥车，控制车、目标雷达照射车、搜索雷达车各6辆，导弹发射车为48辆，发射车为8×8重型越野车底盘，每辆导弹发射车四个导弹储运-发射筒，可装载4枚红旗-9导弹，即一个旅有192枚导弹。 红旗-9配套SJ-212型远程搜索雷达和HT-233型相控阵火控雷达，可对最具威胁的六个目标优先接战。

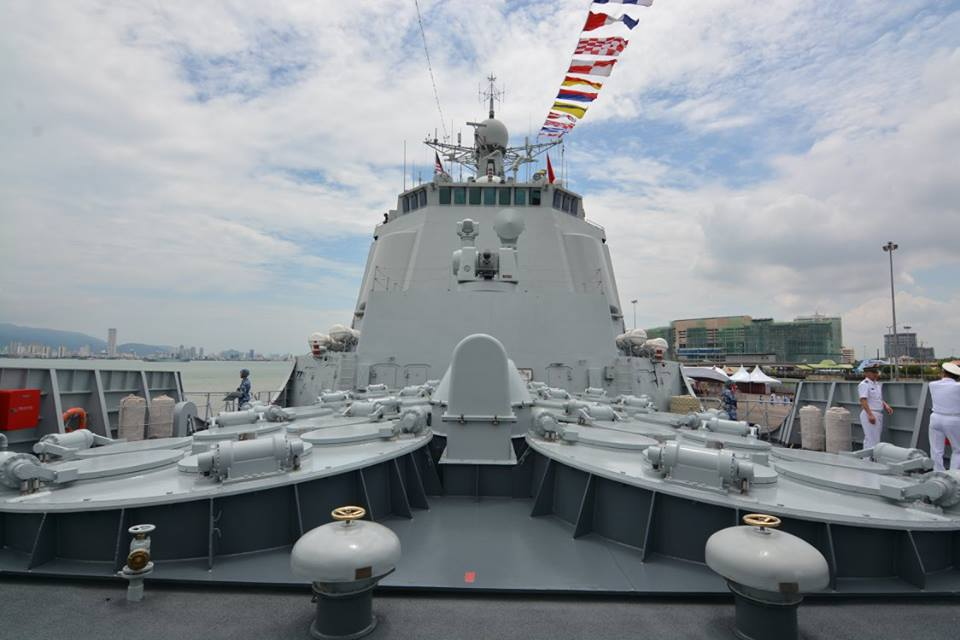
舰上红旗9导弹垂直发射装置

海紅旗-9型艦載防空飛彈使中國海軍第一次具備發射自製空域防空飛彈的能力，減少對俄製的SA-N-6的依賴。中國軍工部門把原來發射SA-N-6飛彈的8聯裝「左輪」垂直發射系統改良成海紅旗-9发射裝置。每個垂直發射系統由備彈8枚減至到6枚，以方便安裝於舰身較狹窄的052C型驱逐舰上。每個垂直發射單元改為具備單獨發射能力，配置液態氮加壓裝置，而非俄國的多個發射單元共用一個加壓發射裝置，大大提升反應速度，縮小發射間距，能同時攔截大批空中目標。可是原來的冷發射模式卻沒有太大改變，只是每個發射系統都安裝成偏向一側，斜向着船舷，以防止發射失敗的防空飛彈垂直墜落在甲板和發射系統之上，避免對船艦自身產生極大的破壞。導彈於發射之後，在空中透過自身的點火器點火。若未能點火，彈體會透過液態氮加壓發射所給予的慣性，拋向船舷，掉入海中。
更新的052D型驱逐舰裝備共架垂直發射系統，能夠向海紅旗-9提供較大的升級空間。該發射系統能夠應用冷、熱兩種發射模式，估計可以提供海紅旗-9需要的高压气体加壓發射。

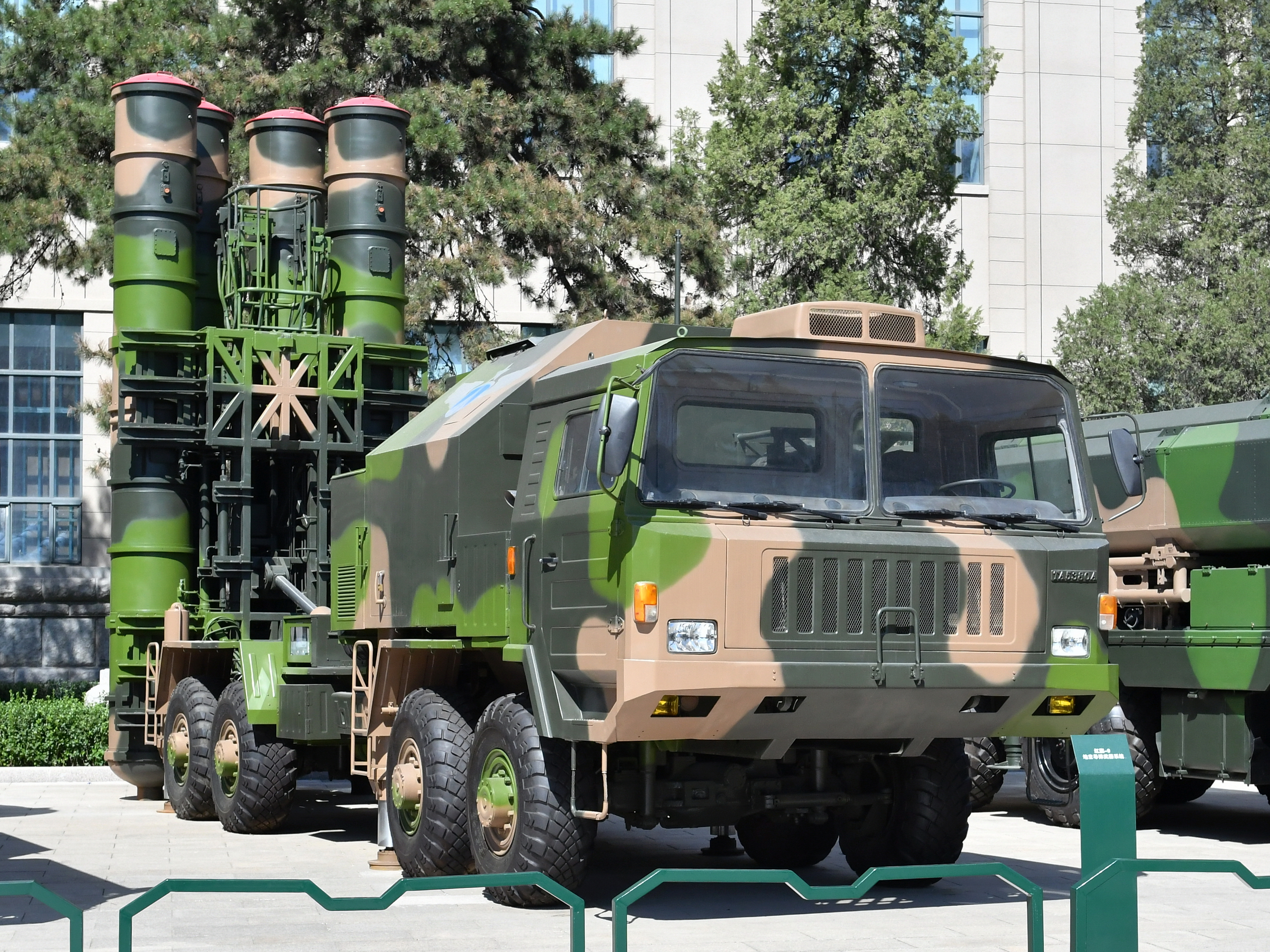
红旗-9地空导弹

### 装备及部署
中国人民解放军空军率先在西安和兰州的基地进行了部署。
另据澳大利亚《空中力量》杂志猜测，中国可能已在三峡大坝及西南、西北重要目标附近部署大量红旗-9系统，该国防务专家库罗·卡普博士称，自从红旗-9投产后，中国已经大幅减少从俄罗斯进口S-300，但俄國官方軍備商「俄羅斯國防產品出口公司」（Rosoboronexport）也證實，已與中國大陸談妥S-400防空飛彈系統的軍售案，俄聯邦軍事技術合作局早在2012年就曾經確認，中國國防部對引進S-400防空導彈系統表現出了興趣，中國並採購2到4個營編制的S-400防空導彈系統。
2015年7月，解放軍把HQ-9防空系統部署到新疆南部的和田機場，距離克什米爾地區僅260公里。分析指是為了保衛中國西部邊境免受印度發動的任何潛在空襲。
2016年2月，解放軍在南海西沙群島永兴岛部署红旗-9地空导弹系统，消息引起广泛关注。

### 红旗-9B
2017年建军90周年阅兵式上，红旗-9B首次亮相，外形上与红旗-9相比差别不大，后面出场的海红旗-9B则展示了拦截弹，它与红旗-9B同型，只不过使用上分别是陆基车载发射与海基舰载发射，导弹本身的主要特点则完全一致。通过对红旗-9B弹体外观分析，借助电子元件技术进步其制导舱长度缩短了，相应的动力舱长度有所增加，意味着红旗-9B携带更多燃料，加上新高比冲固体燃料推进剂应用 ，最大射程提升到200km以上。

### 红旗-9C
2024年8月份，央视报道了中部战区空军某地导旅实施实弹打靶的新闻，出現了红旗-9“迷你型”。2024年第十五届中国国际航空航天博览会上，红旗-9C以空军装备之一公开亮相，也是其首次面向公众展览。
红旗-9C与红旗-9B使用的发射车底盘完全通用，液压及电气伺服系统没有任何变化，唯一的不同在于红旗-9C缩小了弹体，配备有8具小直径发射筒，提高地面防空营火力密度。导弹发射筒上有“ADK-9C”的字样，意思是“空军地空导弹9号第三种改进型”。

## 使用國
- 中华人民共和国
  -  中国人民解放军海军
  -  中国人民解放军空军
- 阿尔及利亚
  - 阿尔及利亚空軍：区域防空军 - 8个防空团
- 巴基斯坦：
  - 巴基斯坦陆军：陆军防空兵 - HQ-9P
  - 巴基斯坦海军
  - 巴基斯坦空军：空军防空兵 - HQ-9BE
- [20]
  - 土库曼斯坦空军 - FD-2000
- - 乌兹别克斯坦空军：防空军 - HQ-9BE/FD-2000
- 摩洛哥
  - 摩洛哥皇家军队 - 4个防空团

### 潛在使用國
- 土耳其：HQ-9是土耳其T-LORAMIDS導彈防空計劃的競標者，據報導指HQ-9在2013年9月被選為獲勝者[21]。不過美國其後插手，禁止土耳其將HQ-9整合到北約防禦系統中[22]，所以最終交易一直被拖延[23][24][25]。2015年2月，土耳其國防部通知土耳其國會指投標評估已經完成，土耳其將使用的選定系統無需與北約整系統合，但沒有明確表示是否採用HQ-9[26]。同月晚些時候，土耳其官員透露正在與多個競標者進行談判，表示中國投標的方案尚未滿足有關技術轉讓的要求[27]。2015年11月，土耳其確認不會購買 HQ-9，而是選擇本土開發的系統[28]。

## 外部連結
- HQ-9 / FT-2000 SAM Sinodefence
- Naval HQ-9 SAM Sinodefence
- HQ-9 Missilethreat.com
- The HQ-9 SAM System: A Site Analysis （页面存档备份，存于） October 27, 2007
- 廣東衛視官方频道 - 紅旗9傳奇 （页面存档备份，存于）